# Коноэ (род)
Коноэ (яп. 近衛家 Коноэ-ке) — японский аристократский род, один из пяти линий клана Фудзивара.

## История
Род Коноэ происходит от Коноэ Мотодзанэ (1143—1166), сына Фудзивары-но Тадамити (1097—1164).
Род Коноэ был одним из пяти ветвей клана Фудзивара, которые занимали должности сэссё и кампаку .
Тадатэру Коноэ (род. 1939), 50-й глава семьи, ведет своё происхождение от Фудзивары-но Каматари (614—669). Фумимаро Коноэ (1891—1945), премьер-министр Японии в 1937—1939, 1940—1941 годах, был членом этого рода . Его брат, князь Хидэмаро Коноэ (1898—1973), был выдающимся дирижером, который основал Новый Симфонический оркестр Токио (сейчас — Симфонический оркестр NHK).

## Главы рода

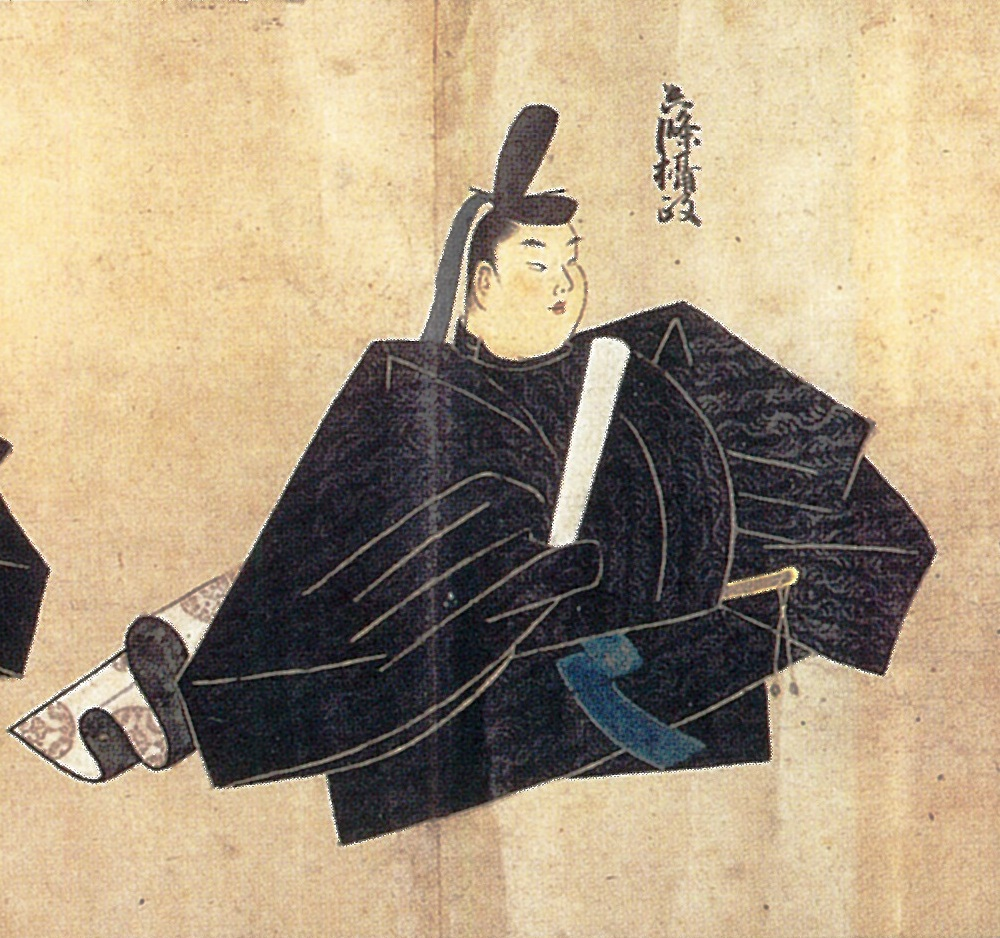
Коноэ Мотодзанэ (1143—1166)

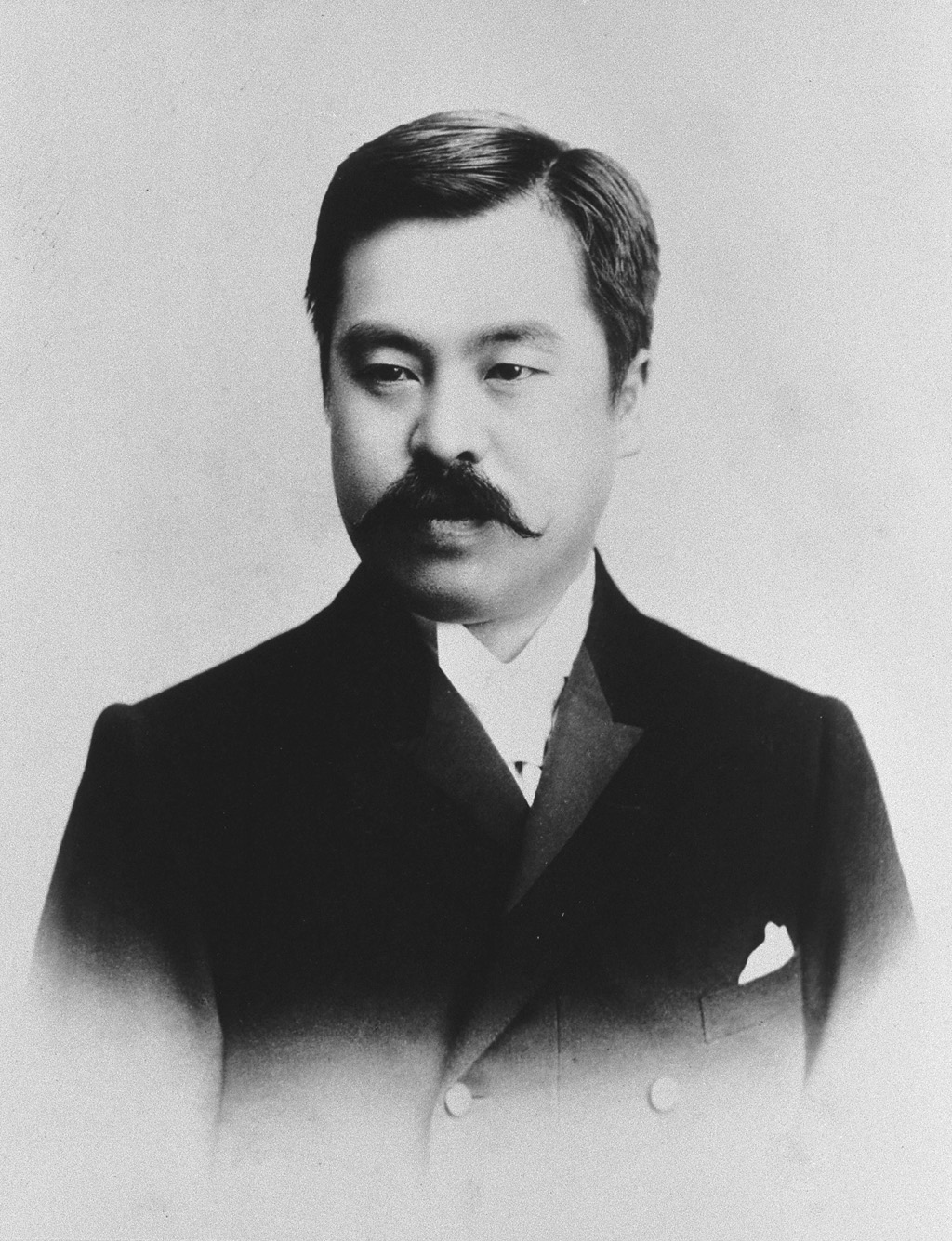
Коноэ Ацумаро (1863—1904)

Фумимаро Коноэ (1891—1945)

- Коноэ Мотодзанэ (1143—1166), кампаку (1158—1665) и сэссё (1165—1166), сын Фудзивары-но Тадамити (1097—1164)
- Коноэ Тодомити (1160—1233), кампаку (1179—1180, 1196—1198) и сэссё (1180—1183, 1184—1186, 1198—1202), сын предыдущего
- Коноэ Иэдзанэ (1179—1243), сэссё (1206, 1221—1223), кампаку (1206—1221, 1223—1228), сын предыдущего
- Коноэ Канэцунэ (1210—1259), сэссё (1237—1242, 1247—1252), кампаку (1242), сын предыдущего
- Коноэ Мотохира (1246—1268), кампаку (1267—1268), сын предыдущего
- Коноэ Иэмото (1261—1296), кампаку (1289—1291, 1293—1296), сын предыдущего
- Коноэ Цунэхира (1287—1318), сын предыдущего
- Коноэ Мотоцугу (1305—1354), кампаку (1337—1338), сын предыдущего
- Коноэ Митицугу (1333—1387), кампаку (1361—1363), сын предыдущего
- Коноэ Канэцугу (1360—1388), сэссё (1388), сын предыдущего
- Коноэ Тадацугу (1383—1454), кампаку (1408—1409), сын предыдущего
- Коноэ Фусацугу (1402—1488), кампаку (1445—1447), сын предыдущего
- Коноэ Масаиэ (1445—1505), кампаку (1479—1483), сын предыдущего
- Коноэ Хисамити (1472—1544), кампаку (1493—1497, 1513—1514), сын предыдущего
- Коноэ Танэиэ (1503—1566), кампаку (1525—1533, 1536—1542), сын предыдущего
- Коноэ Сакихиса (1536—1612)[4], кампаку (1554—1568), сын предыдущего
- Коноэ Нобутада[5] (1565—1614), кампаку (1605—1606), сын предыдущего
- Коноэ Нобухиро[6] (1599—1649), кампаку (1623—1629), приемный сын предыдущего
- Коноэ Хисацугу (1622—1653), кампаку (1651—1653), сын предыдущего
- Коноэ Мотохиро (1648—1722), кампаку (1690—1703), сын предыдущего
- Коноэ Иэхиро[7] (1667—1736), кампаку (1707—1709, 1709—1712), сын предыдущего
- Коноэ Иэхиса (1687—1737), кампаку (1726—1736), сын предыдущего
- Коноэ Утисаки (1728—1785), кампаку (1757—1762, 1772—1778) и сэссё (1762—1772), сын предыдущего
- Коноэ Цунэхиро (1761—1799), сын предыдущего
- Коноэ Мотосаки (1783—1820), сын предыдущего
- Коноэ Тадахиро (1808—1898), кампаку (1862—1863), сын предыдущего
- Коноэ Тадафуса (1838—1873), сын предыдущего
- Коноэ Ацумаро (1863—1904)[8], президент Палаты пэров (1896—1903), сын предыдущего
- Коноэ Фумимаро (1891—1945)[9], премьер-министр Японии (1937—1939, 1940—1941), сын предыдущего
- Коноэ Хидэмаро (1898—1973), младший брат предыдущего
- Тадатэру Коноэ (род. 1939), внук по материнской линии Коноэ Фумимаро
- Тадахиро Коноэ (род. 1970), единственный сын предыдущего.